# 耶律玦
耶律玦（やりつ けつ、生没年不詳）は、遼（契丹）の政治家。字は吾展。

## 経歴
遙輦氏の鮮質可汗の末裔にあたる。重熙初年、国史の修撰のために召し出され、符宝郎に任命され、知北院副部署事に累進した。欽哀太后に気に入られて、枢密副使となり、西南面招討都監をつとめ、同僉南京留守事や南面林牙を歴任した。皇弟の秦国王耶律重元が遼興軍節度使となると、耶律玦はその下で同知遼興軍節度使事となって補佐した。重熙10年（1041年）、再び枢密副使となった。咸雍初年、北院副部署を兼ねた。耶律重元が西京留守となると、また耶律玦が補佐した。後に孟父房敞穏として召還された。
耶律玦は利殖を好まず、道宗はかれの清貧を知って、宮戸を賜った。また道宗は「契丹人で玦のように忠実な者はおらず、漢人ではただ劉伸がいるだけである。それも考えてみるに玦は伸に勝っている」と宰相に語った。西北諸部の治安が乱れたため、道宗は耶律玦を派遣して、綱紀を粛正させた。耶律玦は酒害のために死去した。

## 伝記資料
- 『遼史』巻91 列伝第21